# Simon Pirchegger
Simon Pirchegger (* 23. September 1889 in Leopersdorf; † 3. Juni 1946 in Graz) war ein österreichischer Seelsorger und Slawist.

## Leben
Simon Pirchegger wurde am elterlichen Hof vlg. Rosenthaler in Leopersdorf bei Allerheiligen im Mürztal als Sohn der Bauersleute Simon Pirchegger und Juliana Fladischer geboren. Sein Bruder Anton Pirchegger war von 1945 bis 1948 Landeshauptmann der Steiermark. Ein Cousin 2. Grades war der Historiker Hans Pirchegger.
Pirchegger wurde 1914 zum Priester geweiht. 1927 folgte die Promotion zum Dr. phil. in Leipzig und 1932 die Habilitation in Graz. Pirchegger trat zum 1. Mai 1932 der NSDAP bei (Mitgliedsnummer 901.259). 1936 wurde er Privatdozent an der Universität Bonn. Während des Zweiten Weltkriegs wurde er 1943 in Graz außerplanmäßiger Professor für Slawistik. Er folgte Heinrich Felix Schmid, der von der NSDAP aus seinem Amt entfernt worden war, stattdessen kam Pirchegger zum Zug. Nach dem Kriegsende wurde Schmid wieder eingesetzt und Pirchegger abberufen.

## Schriften (Auswahl)
- Die slavischen Ortsnamen im Mürzgebiet. Leipzig 1927, OCLC 3535735.
- Untersuchungen über die altslovenischen Freisinger Denkmäler. Leipzig 1931, OCLC 891857683.
- Hitler und die katholische Kirche. Eine Studie. Graz 1933, OCLC 55010134.
- Die Siedlungsgeschichte der deutschen Ostalpenländer im Lichte der Ortsnamenforschung. Bonn 1940, OCLC 474400156.